# Mani (sindstilstand)
 For alternative betydninger, se Mani. (Se også artikler, som begynder med Mani)
Ordet mani stammer fra græsk og betegner en helbredelig form for sindssyge. Den udgør en fase af maniodepressiv sindslidelse. Manien karakteriseres ved sjælelig og legemelig uro og irritabilitet med tankeflugt, storhedsvandvid og taletrang. Med manisk menes ofte i daglig tale: sygeligt opstemt eller optaget af noget.

## Beskrivelse
Mani hos en psykiatrisk patient kan beskrives som værende forhøjet stemningsleje uden grund og kan variere fra ubekymret jovialitet til ustyrlig eksaltation. Opstemtheden ledsages af forøget energi med hyperaktivitet, taletrang og nedsat søvnbehov. Opmærksomheden kan ikke fastholdes, og patienten distraheres meget let. Selvfølelsen er ofte øget til det opblæste med storagtige ideer og overdreven selvtillid. Tab af normale sociale hæmninger kan resultere i adfærd, som er hensynsløs, dumdristig, ude af takt med omstændighederne og patientens sædvanlige opførsel.

### Graden af mani kan vurderes ud fra følgende symptomer
Graden af mani kan vurderes ud fra kønsforskellen, således scorer mænd naturligt lidt højere end kvinder. Mænd kæmper som én gennemsnitsbetragtning hårdere med arbejdsmarkedet end kvindekønnet jf. plejeanbefaling Sundhedsstyrelsen juni 2004. Som en tommelfingerregel vil der være tale om mani, hvis man tilsammen scorer mere end 15 point på skalaen, forudsat at diagnosen er mani.
Øget motorisk aktivitet
1. Normal.
2. Let eller tvivlsomt øget motorisk aktivitet (f.eks. levende ansigtsudtryk).
3. Moderat øget motorisk aktivitet (f.eks. levende gestikuleren).
4. Klart øget motorisk aktivitet, i bevægelse det meste af tiden, rejser sig en eller flere gange i forbindelse med samtale.
5. Konstant motorisk aktiv og rastløs. Kan ikke sidde stille, selv når personen opfordres til det.

Øget verbal aktivitet (talepres)
1. Normal.
2. Noget snakkesalig.
3. Meget snakkesalig uden pauser i konversationen.
4. Svær at afbryde.
5. Umulig at afbryde, dominerer fuldstændigt samtalen.

Tankeflugt
1. Ikke til stede.
2. I nogen grad, levende beskrivende, forklarende og uddybende uden tab af kontakt til samtalens emne.
3. Det er ind i mellem svært for personen at holde sig til samtalens emne, han distraheres af tilfældige indskydelser (ofte rim, klange, ordspil, vers eller musik).
4. Tankerækken er regelmæssigt afbrudt af helt ny eller anderledes indskydelser.
5. Det er svært eller umuligt at følge linjen i personens tankegang fordi han konstant skifter emne.

Støjende tale
1. Ikke til stede.
2. Taler højt uden at det er støjende.
3. Talen kan høres på afstand og er noget støjende.
4. Højrøstet, kan høres på lang afstand, er støjende eller syngende.
5. Råbende, skrigende; eller støjende ved at slå på genstande (ofte på grund af hæshed).

Irritabilitet og vredagtighed
1. Ikke til stede.
2. I nogen grad utålmodig eller irritabel, men kan beherske sig.
3. Meget utålmodig og irritabel, let at provokere.
4. Personen er provokerende og truende, men kan beroliges.
5. Åbenbart fysisk voldsom, håndgribeligt ødelæggende.

Øget velbefindende
1. Ikke til stede.
2. Let eller tvivlsomt øget velbefindende, optimistisk, men passende til situationen.
3. Moderat øget velbefindende, spøgefuld, leende.
4. Markant øget velbefindende, overstrømmende både i væremåde og tale.
5. Yderst øget velbefindende, helt irrelevant i forhold til situationen.

Selv-overvurdering
1. Ikke til stede.
2. Let eller tvivlsomt selv-overvurderende, overvurderer lejlighedsvist egne evner.
3. Moderat selv-overvurderende, overvurderer hyppigt egne evner, eller antyder usædvanlige evner.
4. Markant urealistiske ideer om at besidde ekstraordinære evner, særlig lærdom (om videnskab, etik, religion etc.), men kan kortvarigt korrigeres.
5. Storhedsforestillinger som ikke kan korrigeres.

Påtrængende adfærd
1. Ikke til stede.
2. Let eller tvivlsomt geskæftig, f.eks. afbrydende eller påtrængende.
3. Moderat, blandende sig i ting der ikke kommer ham ved på en påtrængende måde.
4. Dominerende, arrangerende, dirigerende, men i delvis overensstemmelse med rammerne.
5. Yderst dominerende og manipulerende, ikke i overensstemmelse med rammerne.

Nedsat søvnbehov
1. Normal søvnlængde (7-8 timer).
2. 25% nedsat søvnlængde (5-6 timer).
3. 50% nedsat søvnlængde (3-4 timer).
4. 75% nedsat søvnlængde (2 timer).
5. Ingen søvn.

Øget seksualtrang
1. Normal.
2. Let eller tvivlsomt øget seksualtrang, f.eks. let flirtende.
3. Moderat øget seksualitet, f.eks. utvetydigt flirtende eller indladende.
4. Markant øget seksualitet, overdrevent flirtende evt. med provokerende påklædning.
5. Fuldstændig optaget af det seksuelle på en upassende måde.

Nedsat arbejdsevne
1. Personen kan genoptage sit arbejde uden problemer.
2. Let eller tvivlsomt øget energi, men arbejdsevnen er noget nedsat fordi motivationen er skiftende og fordi personen er noget distraherbar.
3. Øget energi, motivationen er klart svingende. Personen har svært ved at vurdere kvaliteten af sit arbejde, selv om kvaliteten er klart nedsat.
4. Arbejdskapaciteten er klart nedsat; personen mister lejlighedsvist selvkontrollen. Han må være sygemeldt.
5. Personen er nødt til at være indlagt i hospital og han har vanskelighed ved at deltage i hospitalets aktiviteter.